# Biserica evanghelică din Herina

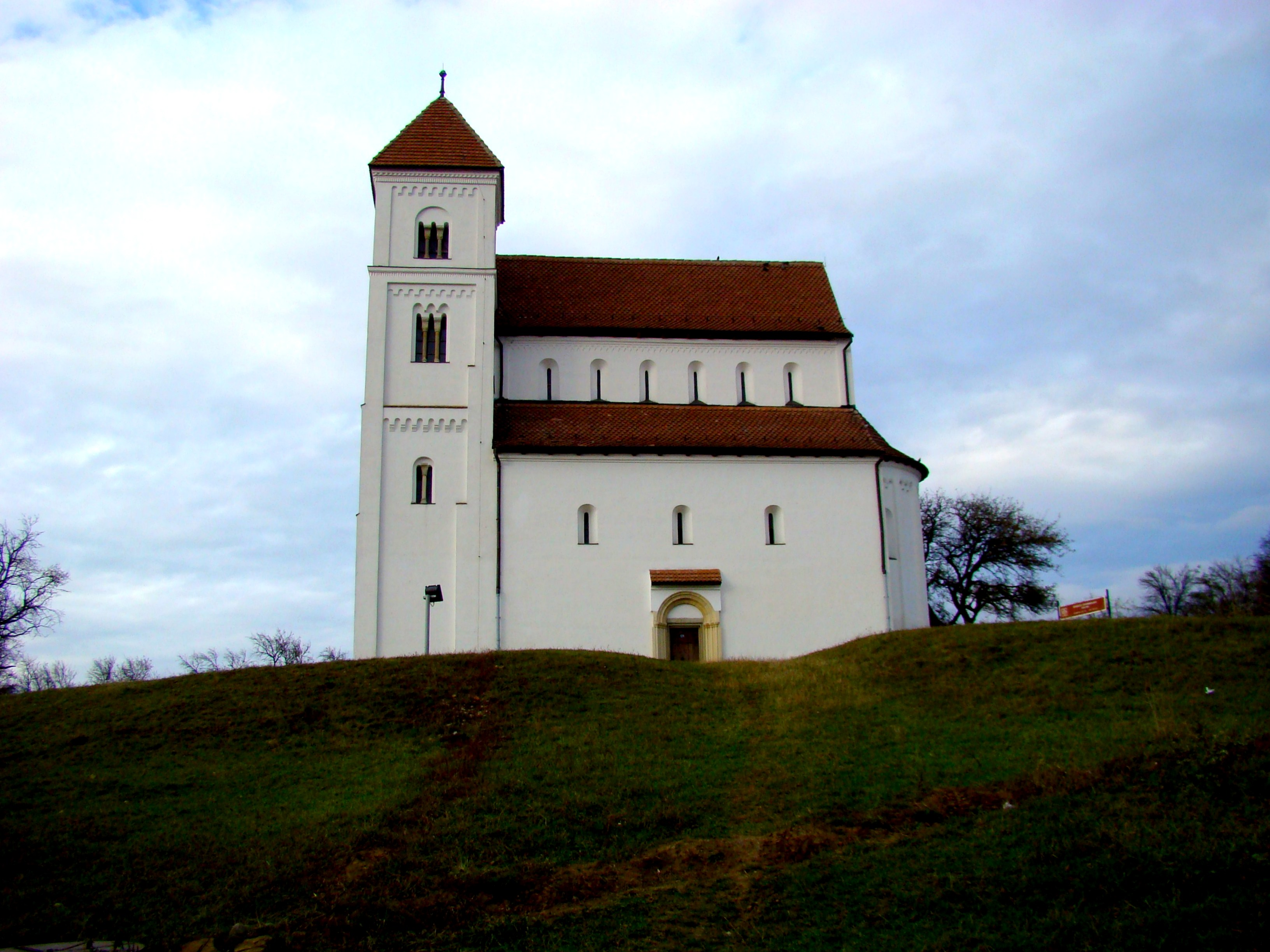
Biserica evanghelică din Herina, comuna Galații Bistriței, județul Bistrița-Năsăud, foto: noiembrie 2009.

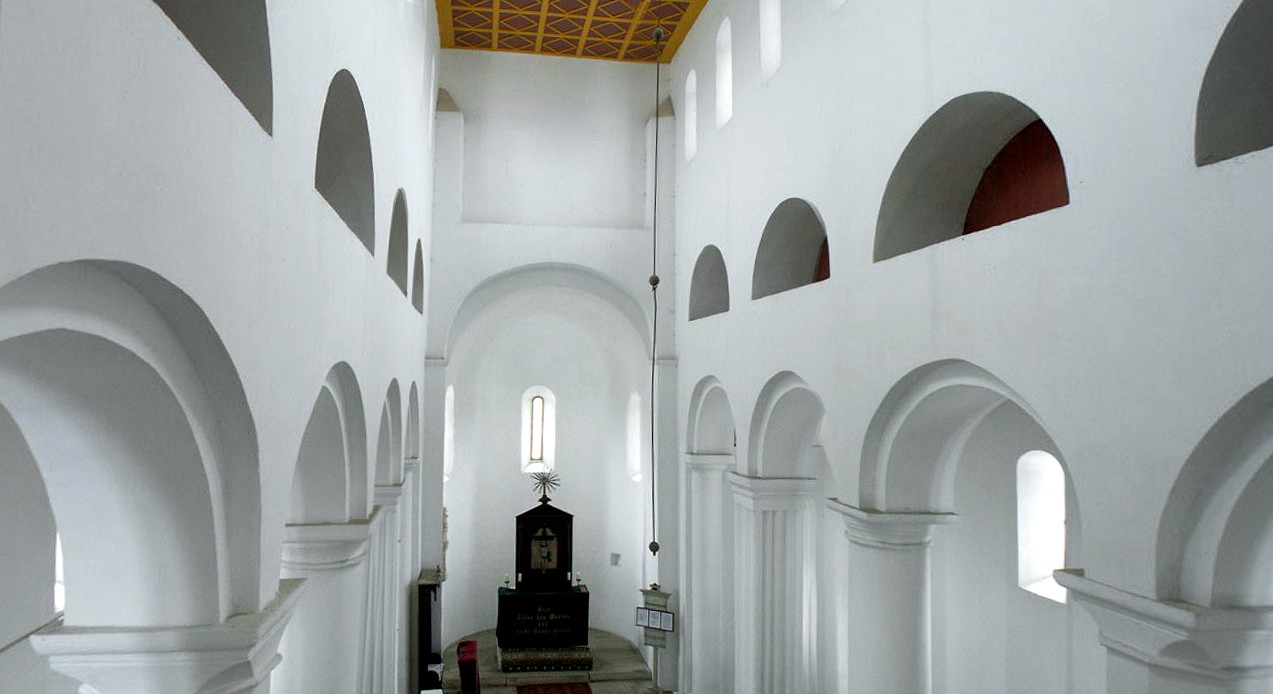
Nava principală spre altar

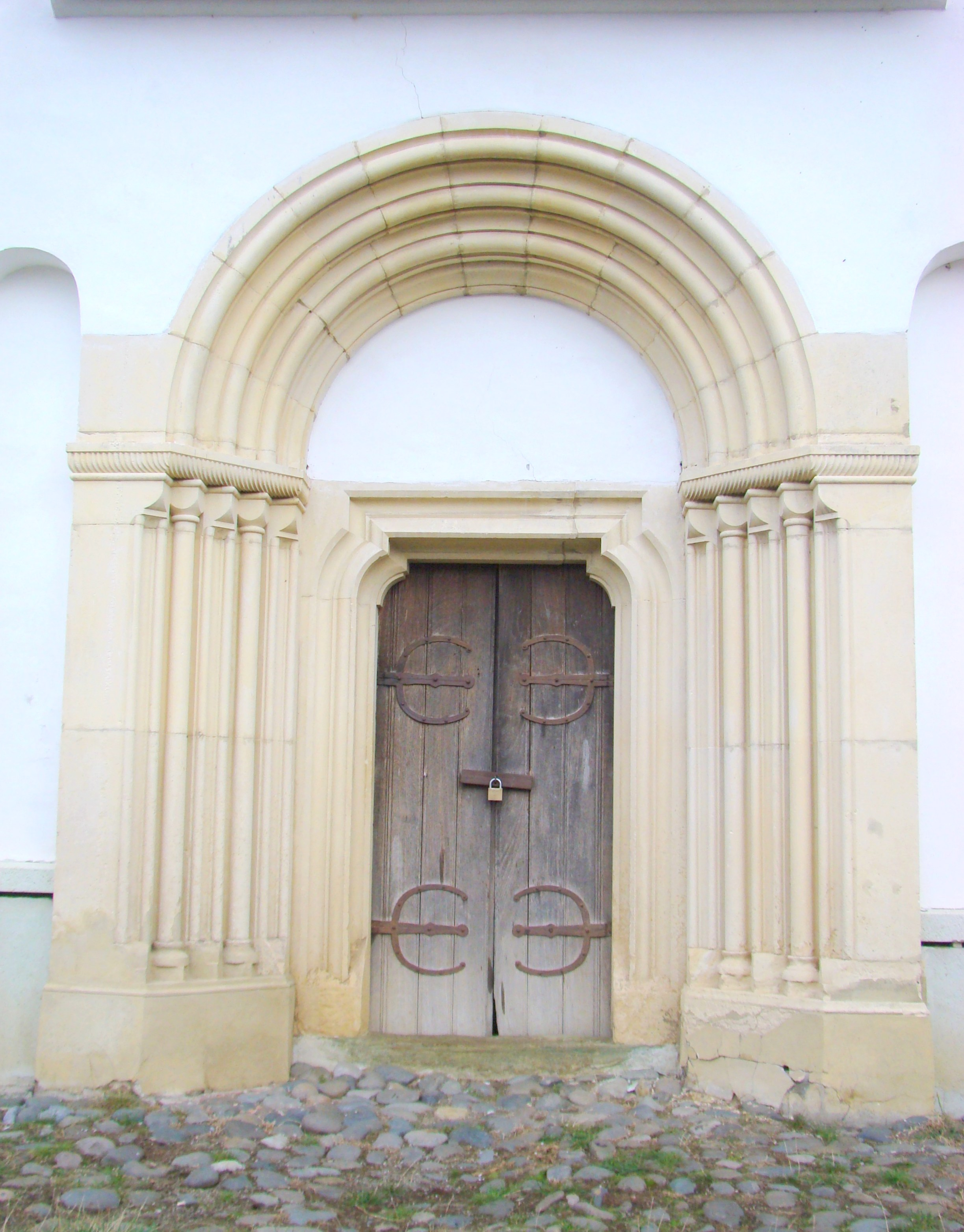
Portalul vestic flancat de două nişe înguste încheiate în semicerc

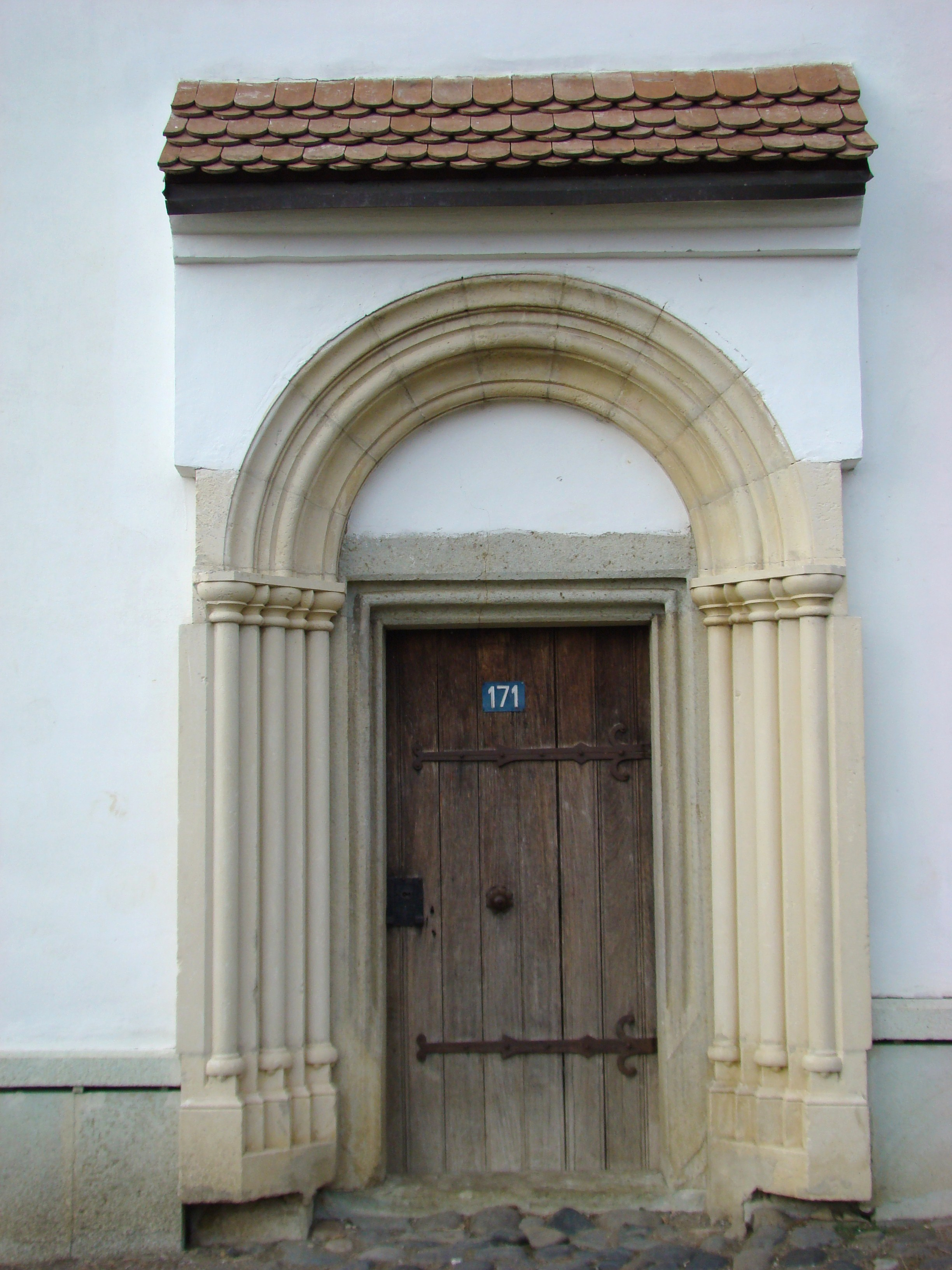
Portalul intrării secundare, protejat de o copertină în pupitru, învelită cu ţigle solzi

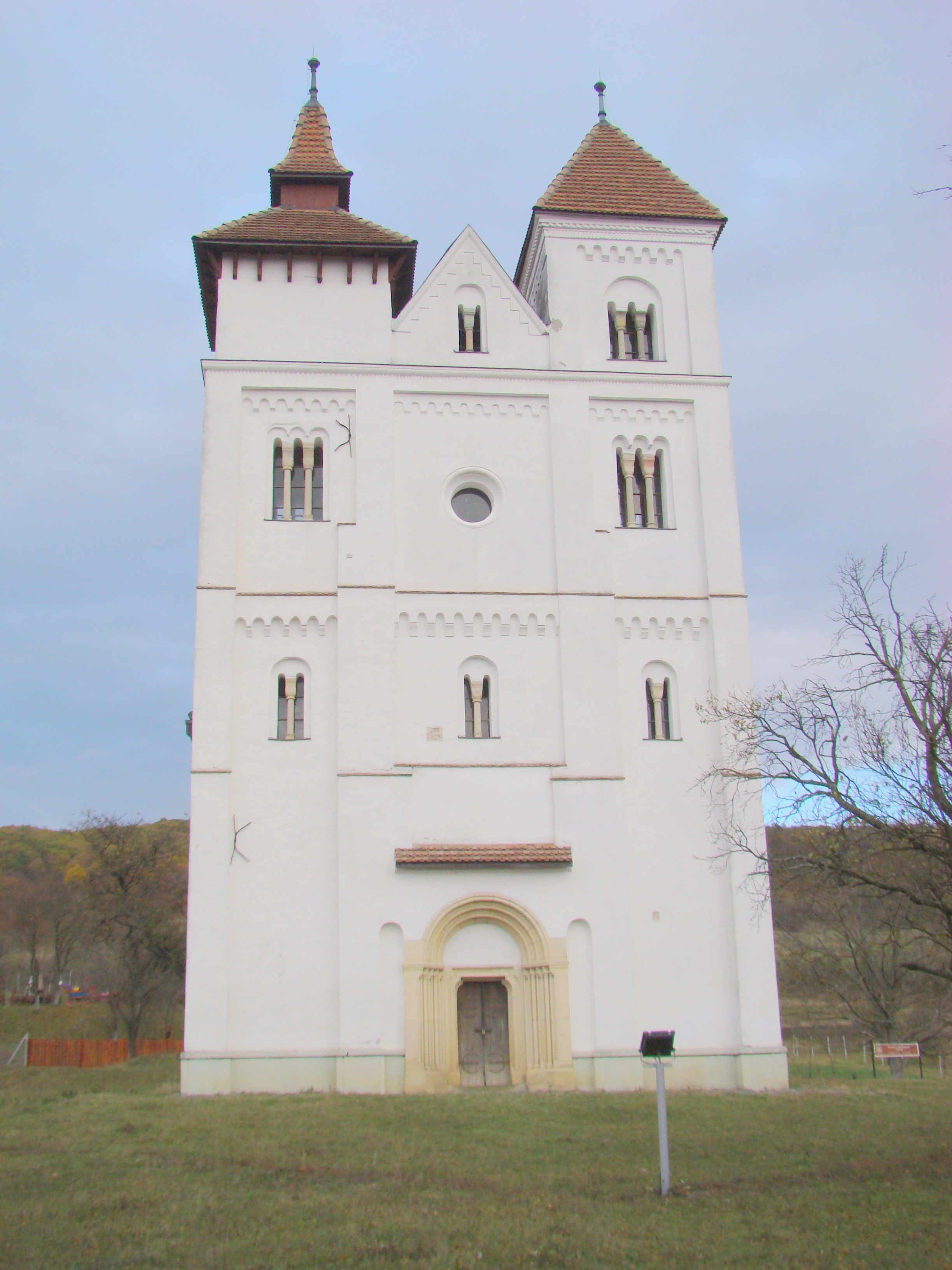
Biserica (vest)

Biserica evanghelică din Herina este un monument de arhitectură romanică din secolul al XIII-lea aflat în satul Herina, Bistrița-Năsăud; comuna Galații Bistriței. Ea este unul dintre cele mai reprezentative exemple de bazilică cu trei nave și două turnuri existente în Transilvania.

## Localitatea
Herina, mai demult Hirina (în maghiară Harina, în dialectul săsesc Minziref, Minzdref, în germană Mönchsdorf, Münzdorf) este un sat în comuna Galații Bistriței din județul Bistrița-Năsăud, Transilvania, România. Se află la 4 km nord de reședinta de comună și la 16 km sud de orașul Bistrița, pe drumul național 15A (Reghin - Bistrița), într-o zonă de deal. Prima mențiune documentară este din anul 1246.

## Istorie și arhitectură
Biserica din Herina a fost construită între anii 1250-1260 de către călugării benedictini, fiind inițial un loc de cult monahal. Este amplasată pe versantul dealului aflat deasupra satului, putând fi observată de la mare distanță. Clădirea este o bazilică cu două turnuri vestice, cu trei nave și absidă principală semicirculară, absidele laterale pe exterior fiind încheiate drept. Este construită în întregime din cărămidă, excepție făcând câteva detalii cioplite în piatră ca ancadramentul portalului vestic și sudic, montantul central al ferestrelor îngemănate sub formă de coloane cu soclu și capitel.
Biserica este pomenită oficial pentru prima oară în documente de către Johannes Wolf în testamentul său din 1449, prin care face donații, pe lângă altor biserici, și bisericii Sfântul Petru din Herina. În decursul Evului Mediu nu se intervine la clădirea originală a bisericii, decât printr-o nișă de tabernacul gotic datată în cea de a doua jumătate a secolului al XV-lea, respectiv o intrare cu lintou pe console din interiorul portalului vestic. În urma Reformei protestante clădirea trece în proprietatea Bisericii Evanghelice-Luterane, ceea ce a atras după sine transformări interioare. Referitor la interiorul bisericii sunt disponibile date numai din secolul al XVII-lea, pe unele bănci păstrate până în secolul al XIX-lea erau trecute anii 1673 și 1692. Această din urmă dată apare și pe o inscripție din apropierea intrării sudice, amplasată în urma unei renovări. Tavanul casetat al bisericii provine din anul 1748.
Biserica romanică din Herina are un rol deosebit în istoria arhitecturii din Transilvania, deoarece compoziția spațială originală s-a păstrat nealterată secole de-a rândul. Această biserică este percepută ca antecedent al bisericilor mănăstirești mature din vestul Ungariei construite în secolul al XIII-lea (Ják, Lébény, Zsámbék etc). Din punctul de vedere al planimetriei, compoziției și detaliilor se înrudește în primul rând cu biserica din Acâș, dar se pot detecta și unele legături stilistice și cu biserica din Nagykapornok (Ungaria), care însă a suferit transformări radicale. Planul bisericii este asemănător cu planul primei biserici din Ják (Ungaria), iar analogii pentru absidele laterale circulare în interior și drepte în exterior sunt Biserica din Toarcla și Biserica din Drăușeni.

## Imagini

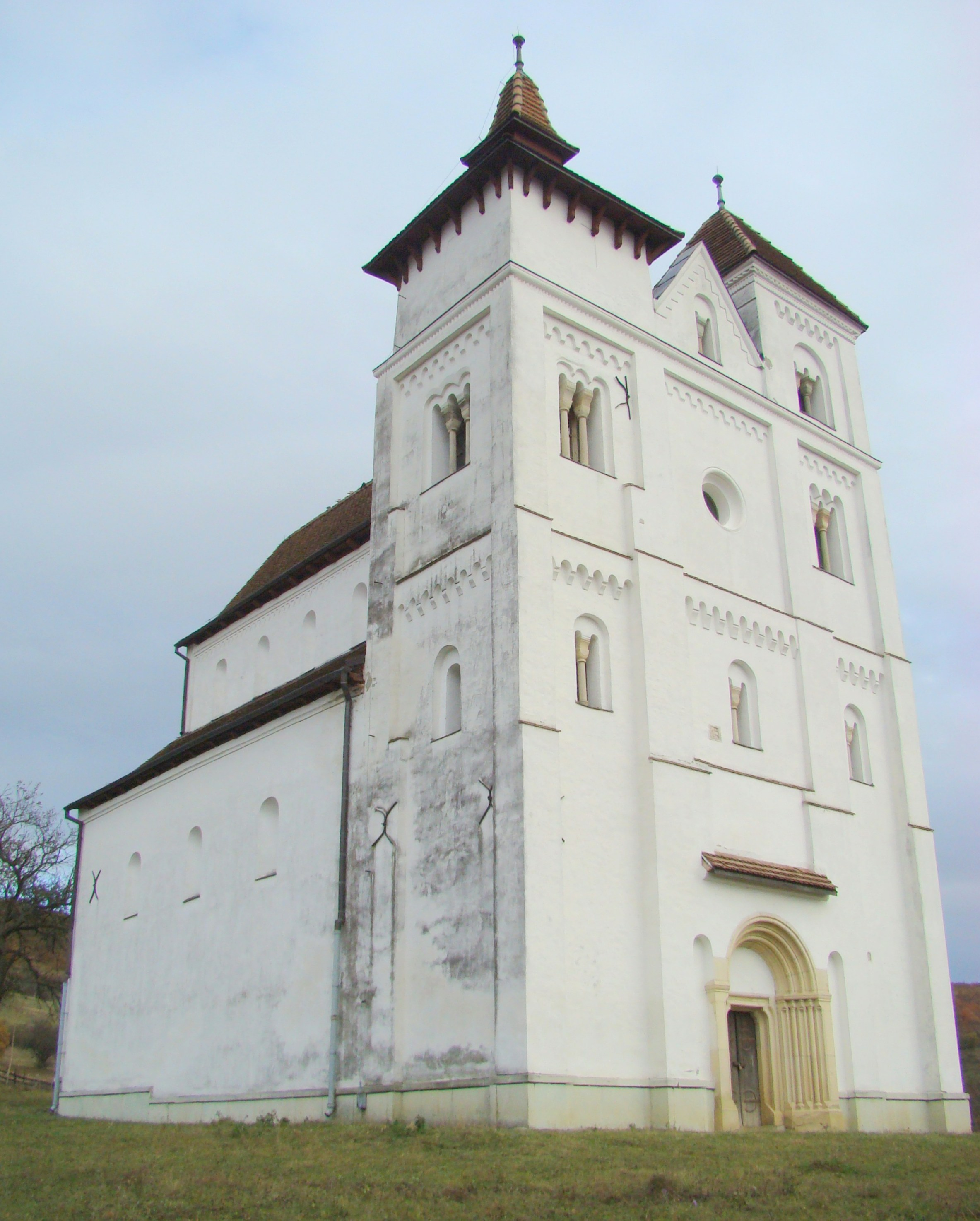
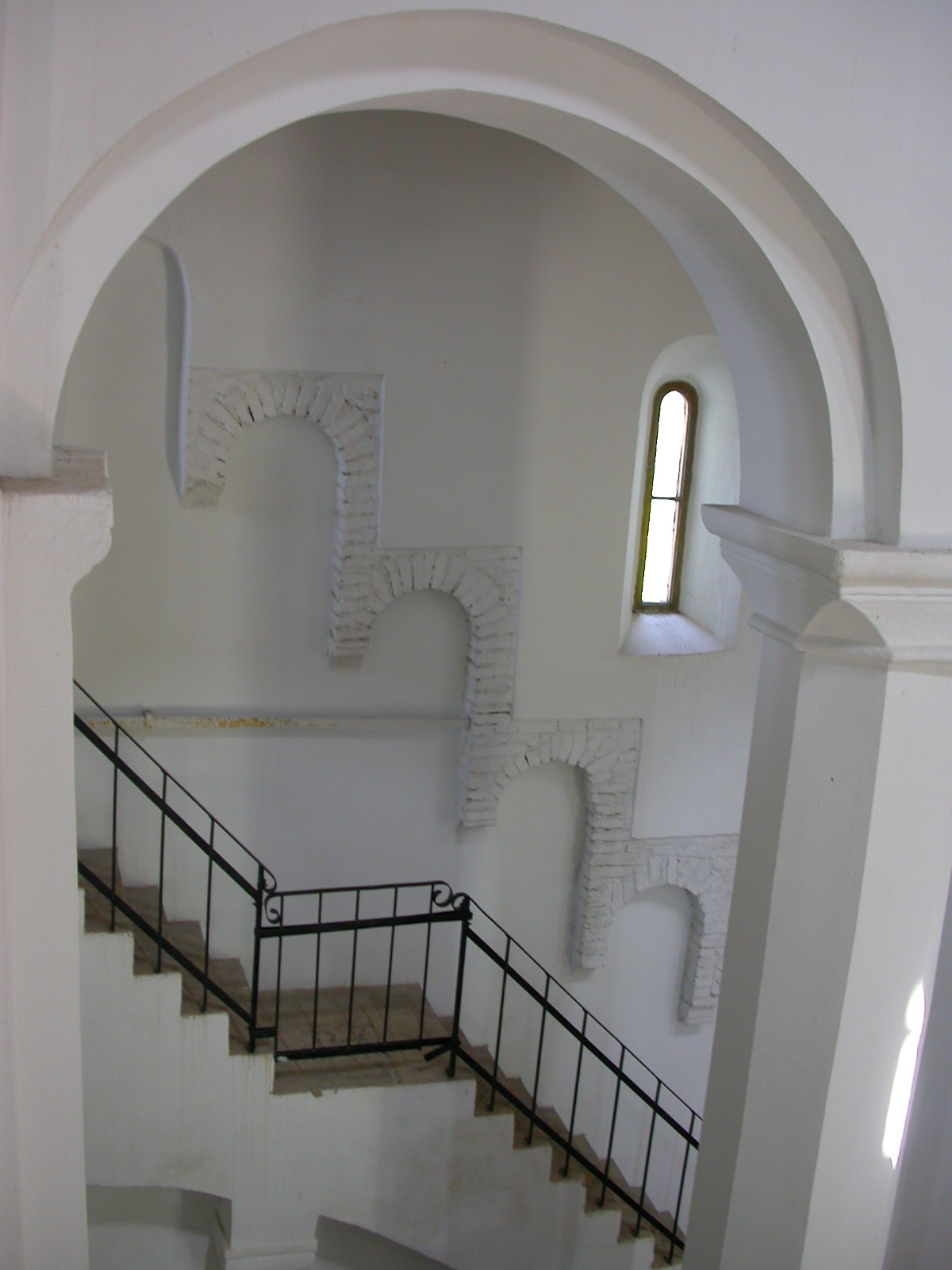
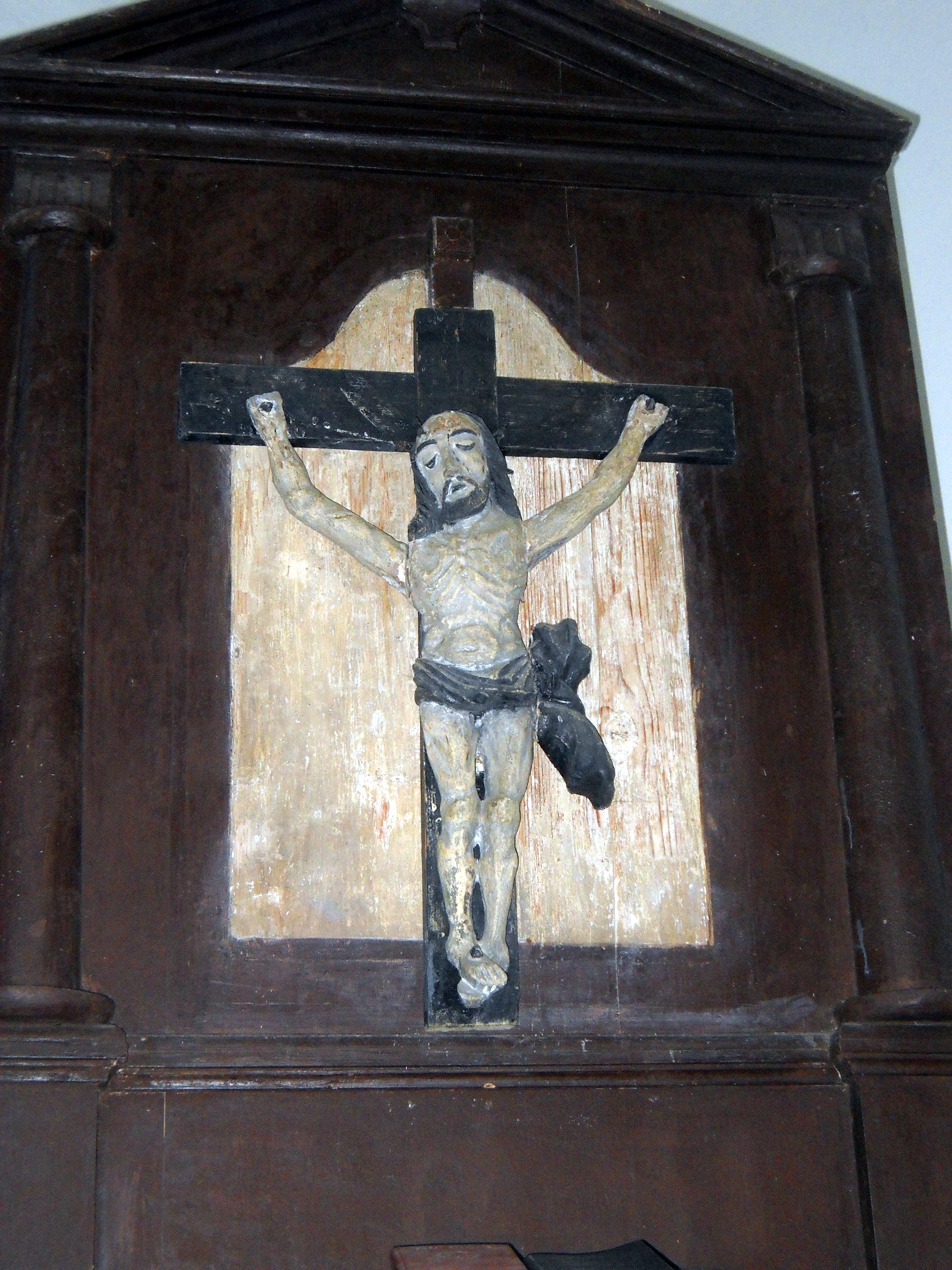
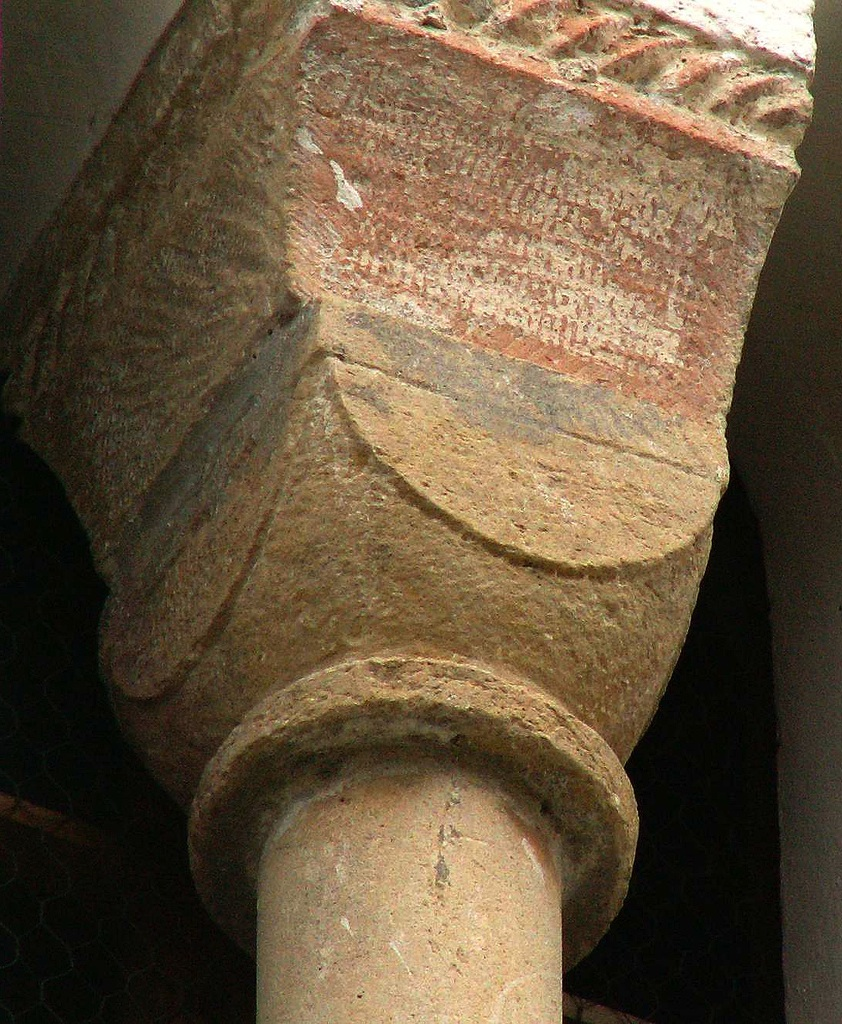
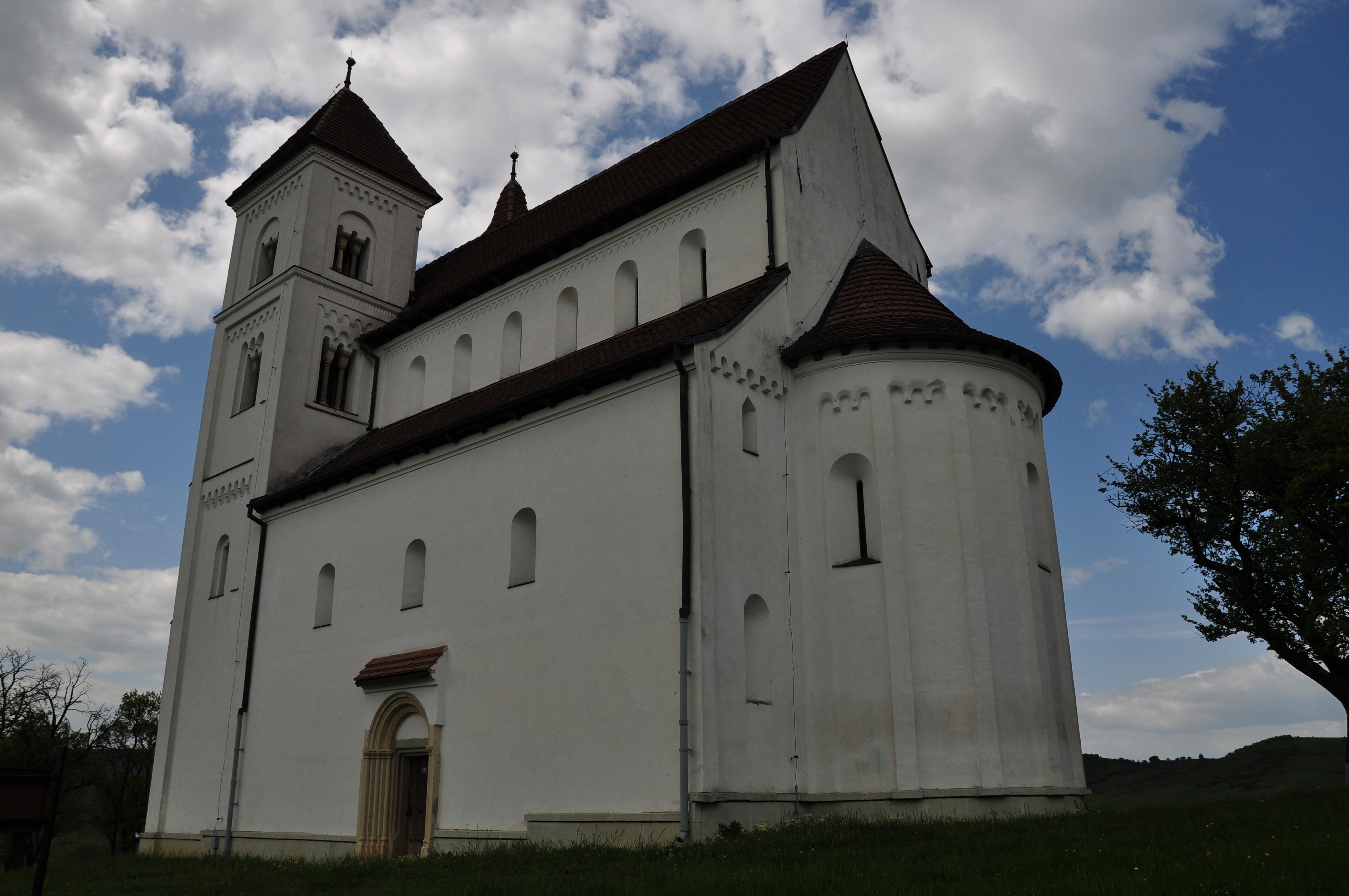
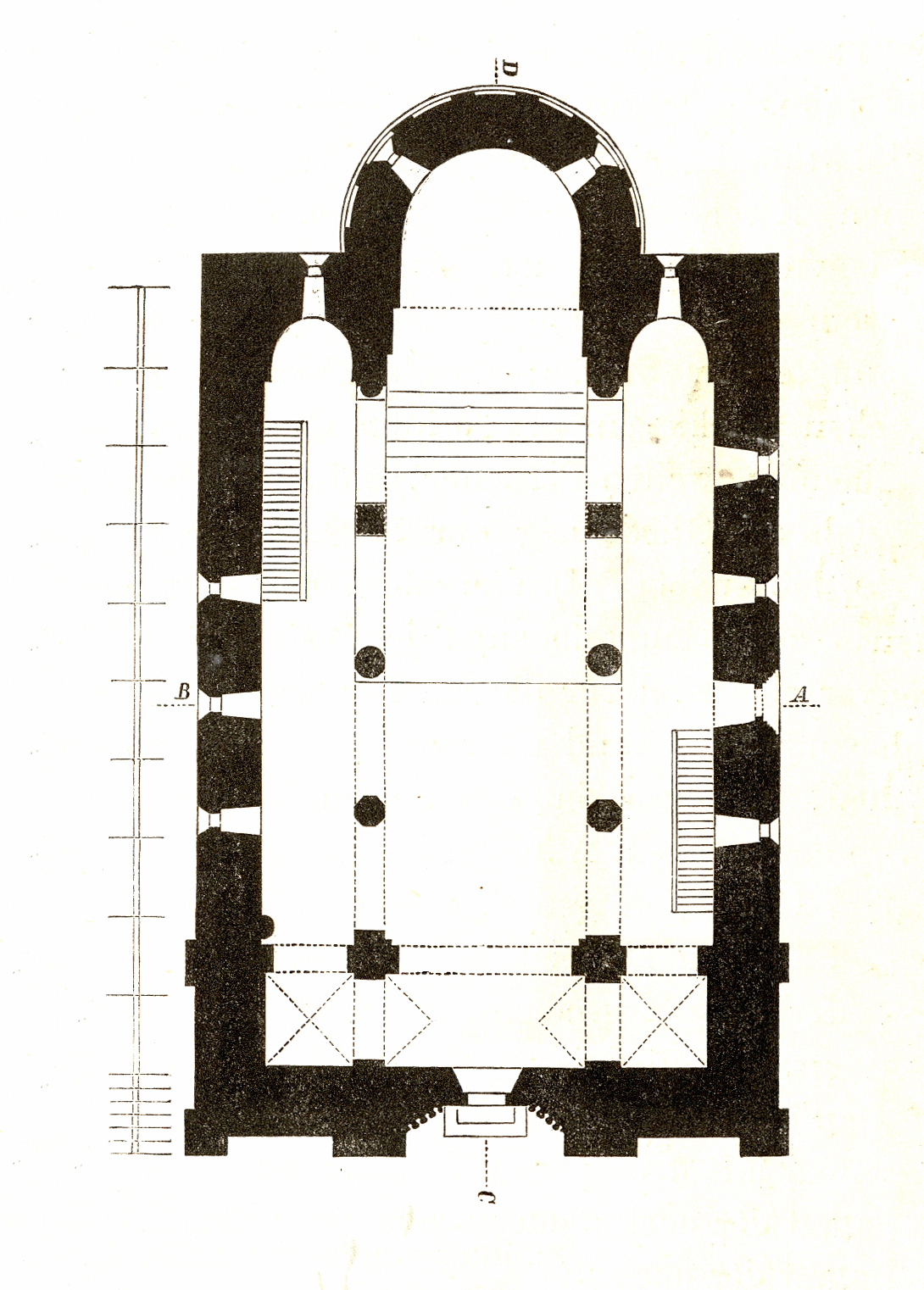
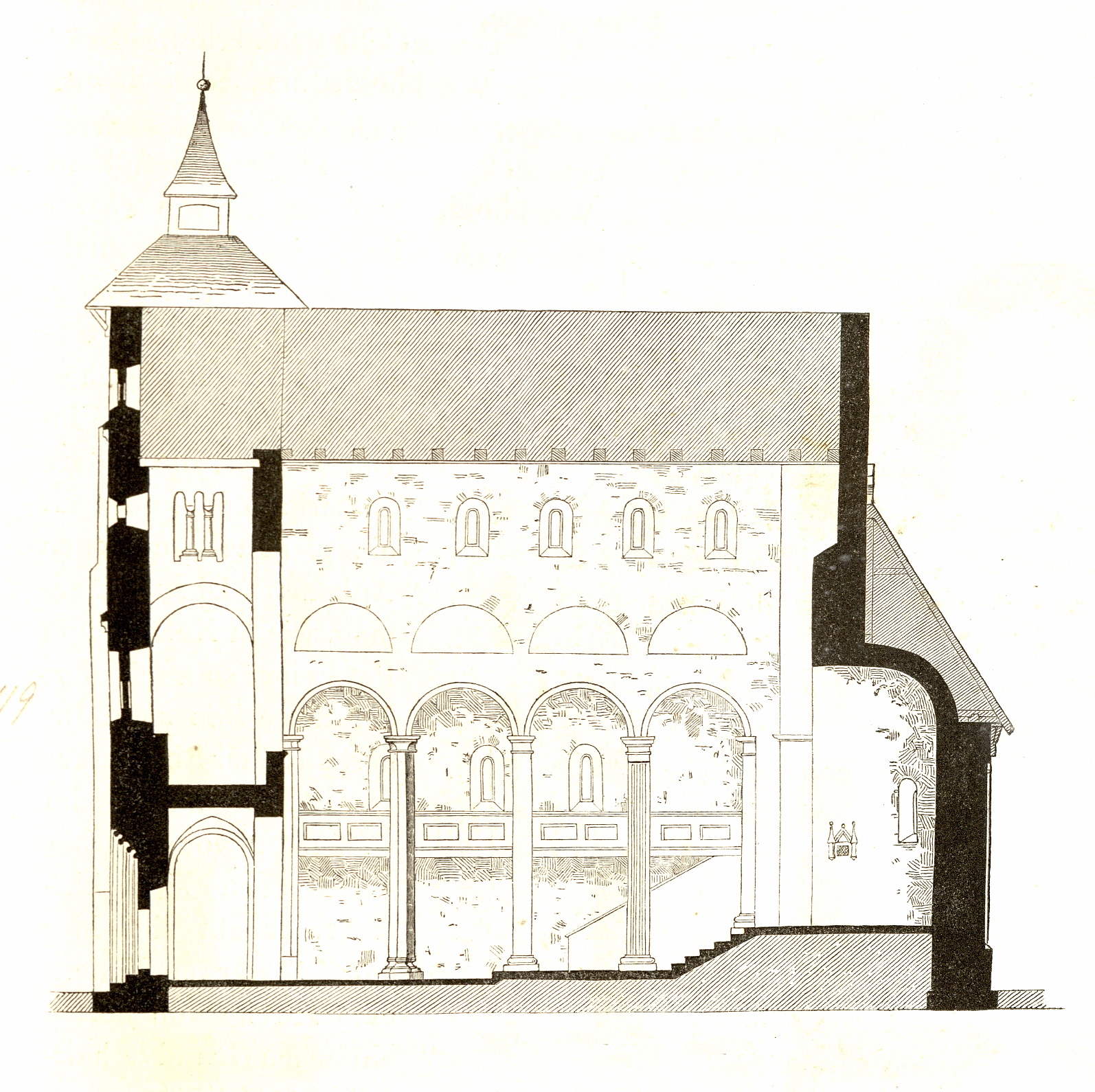
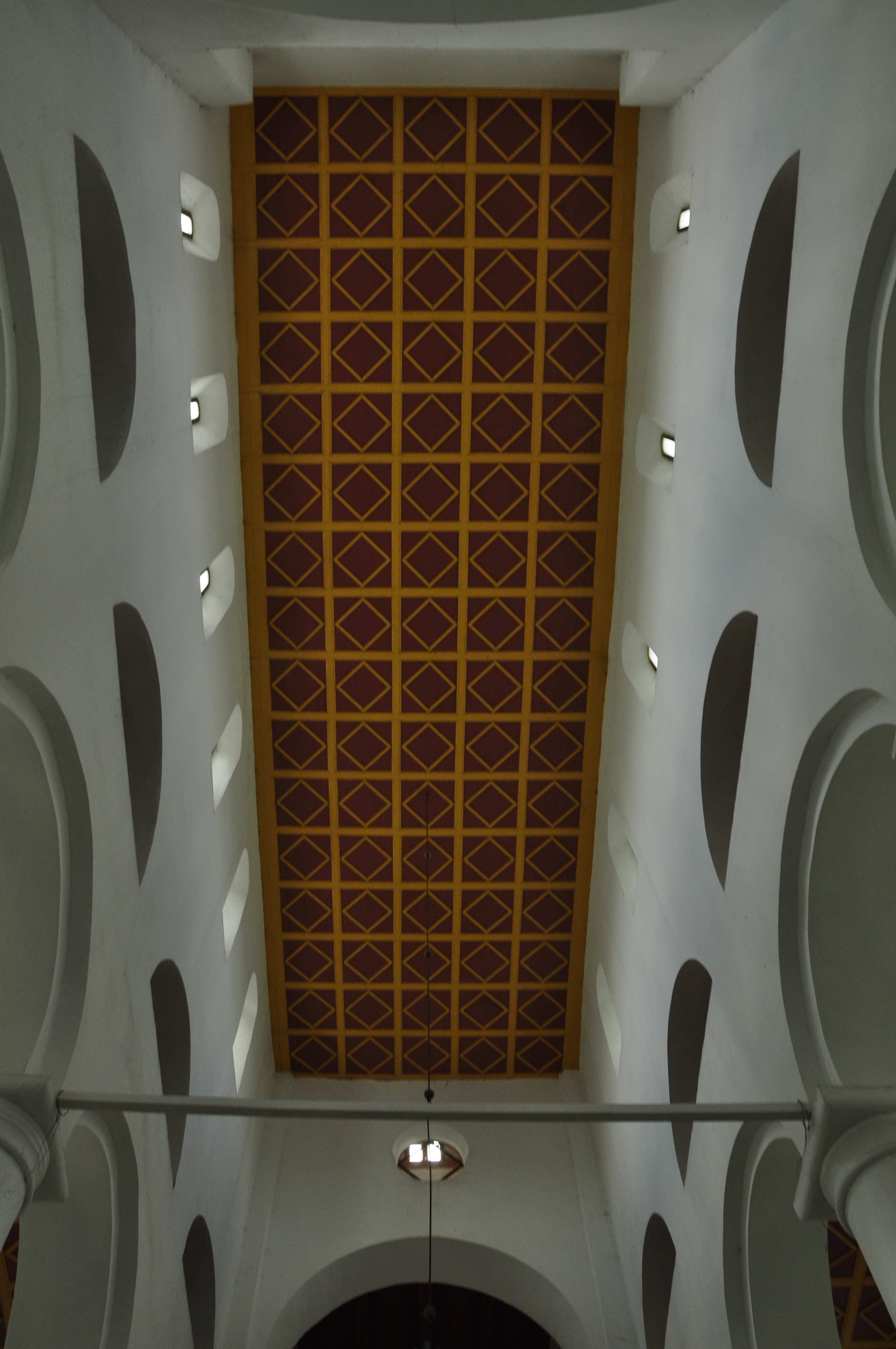
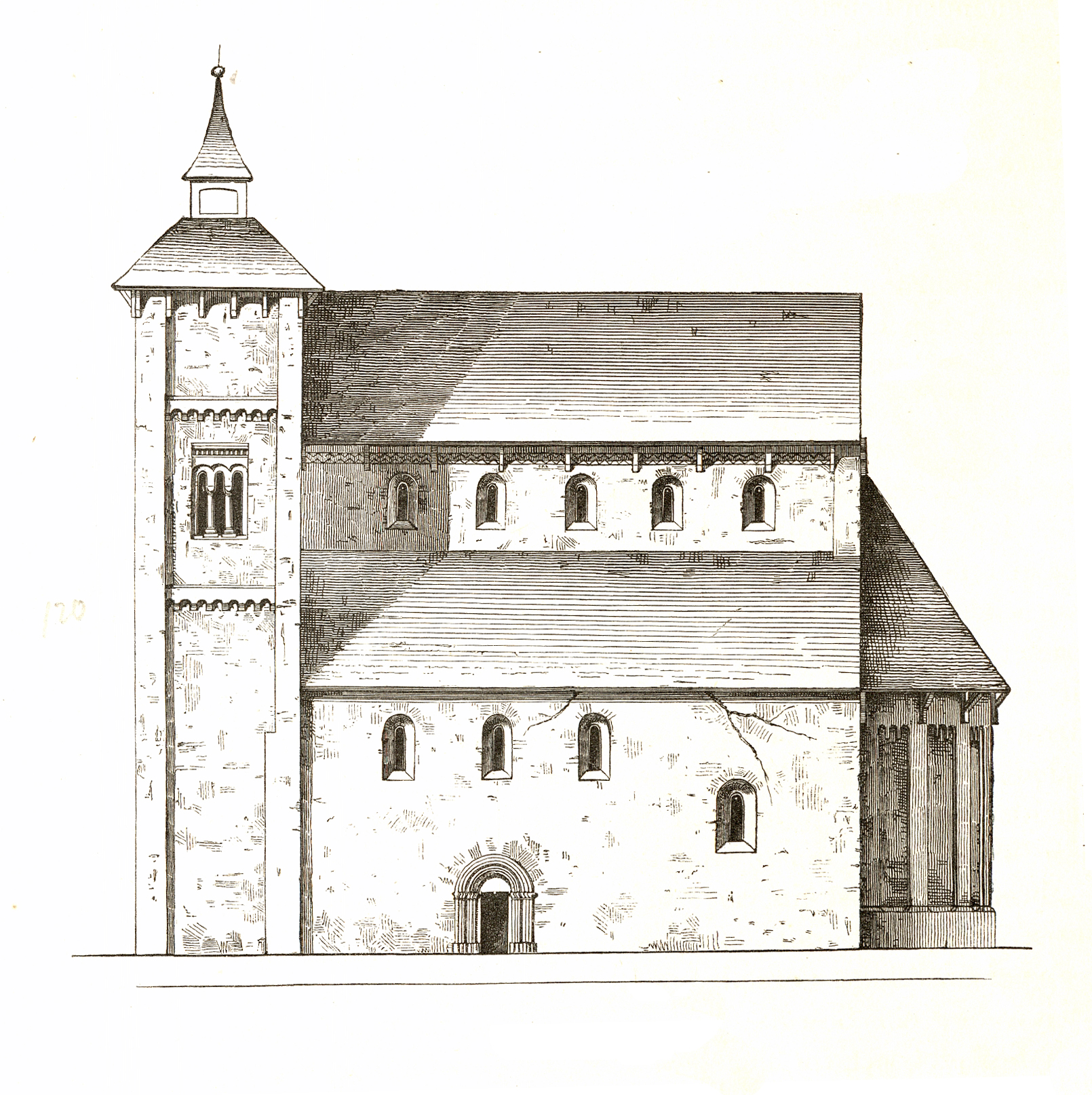
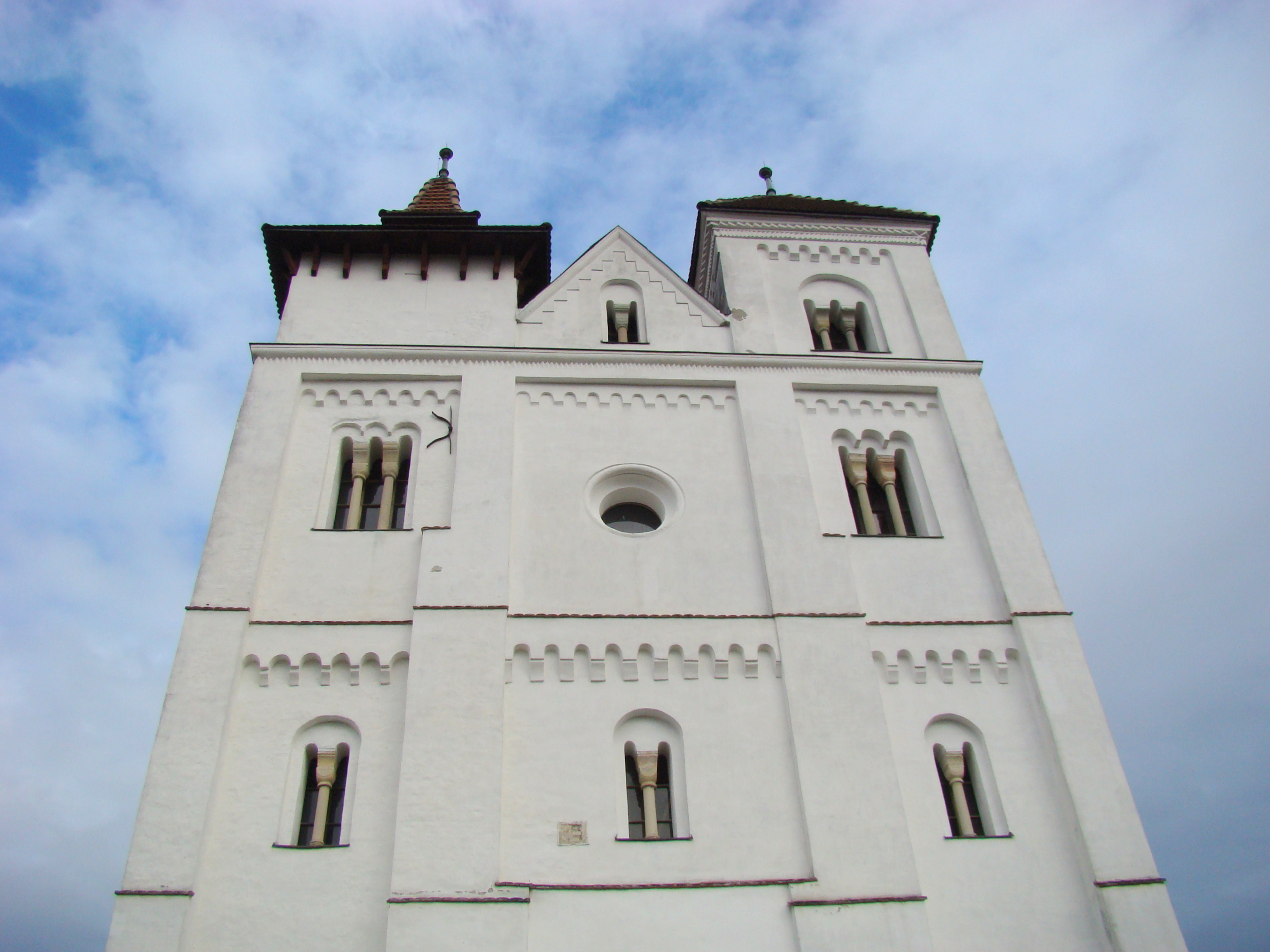
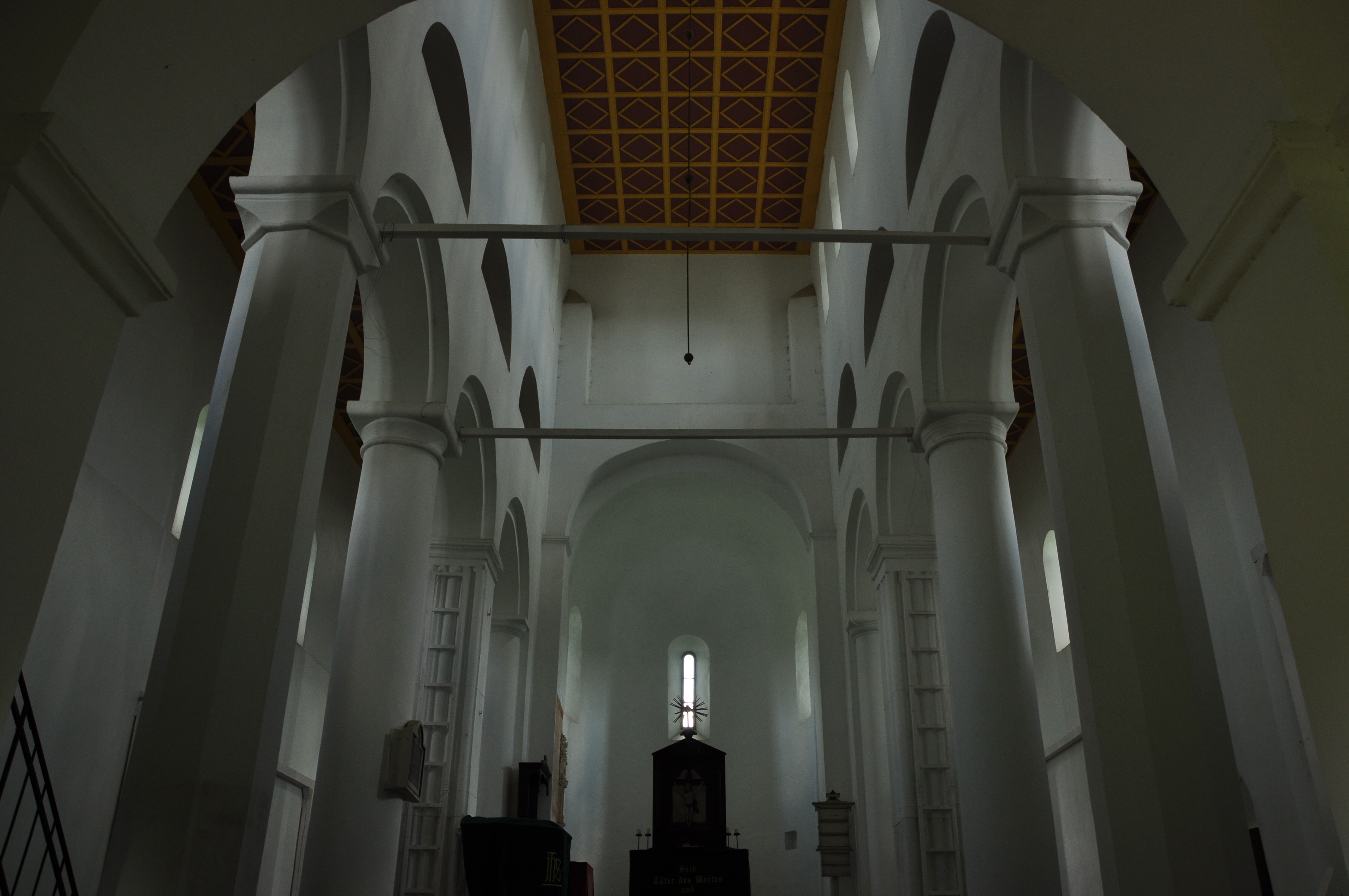
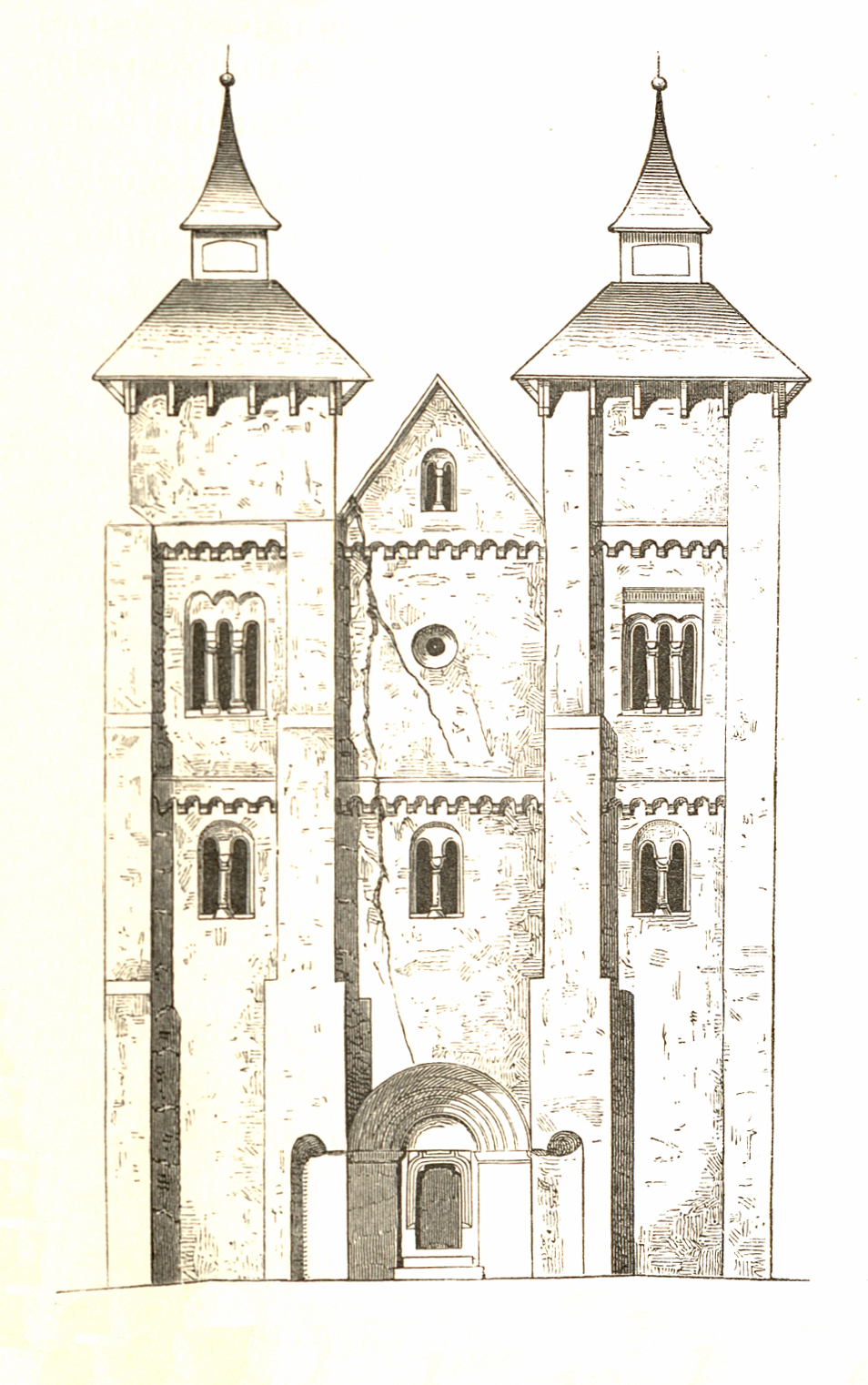
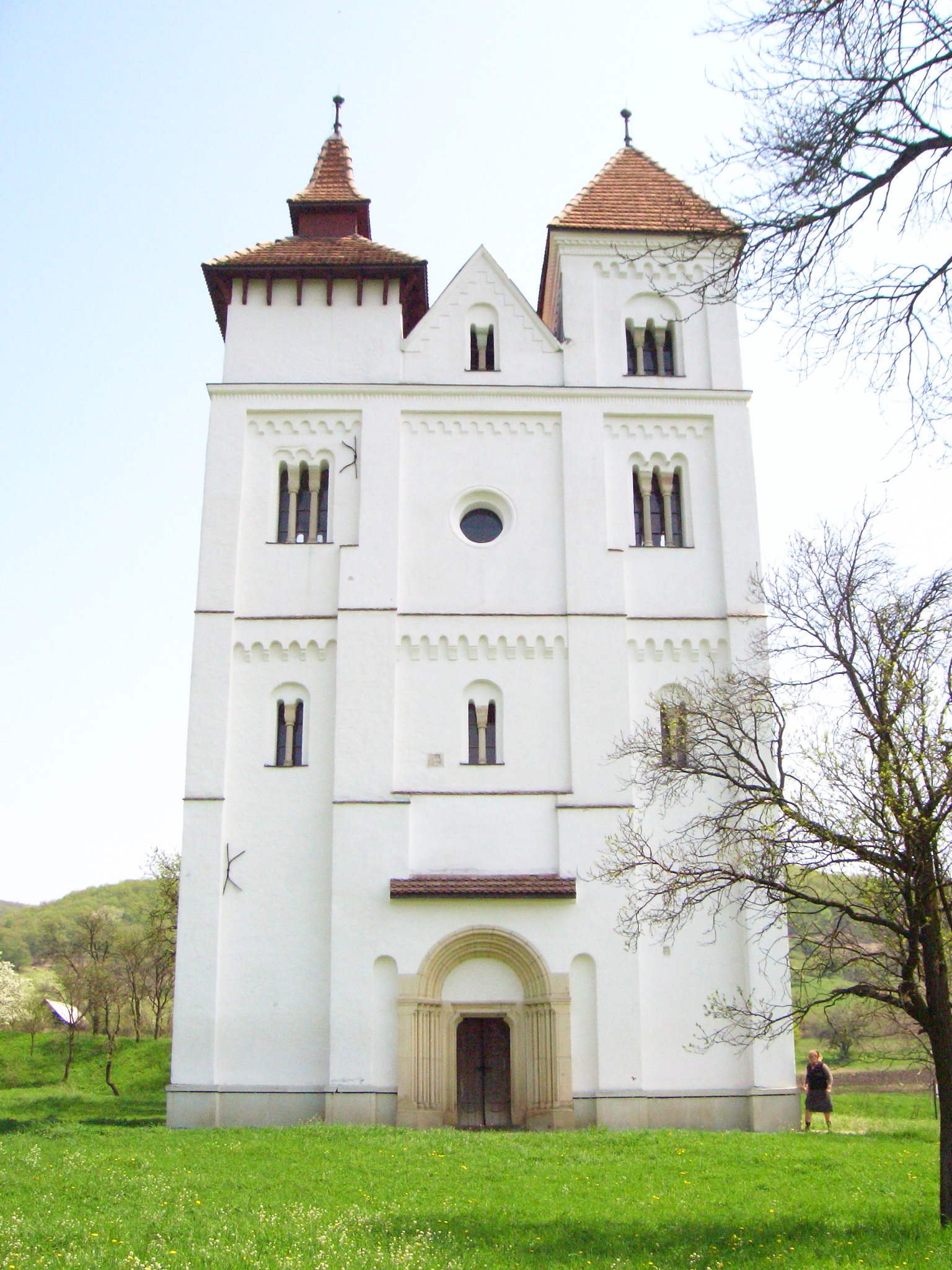
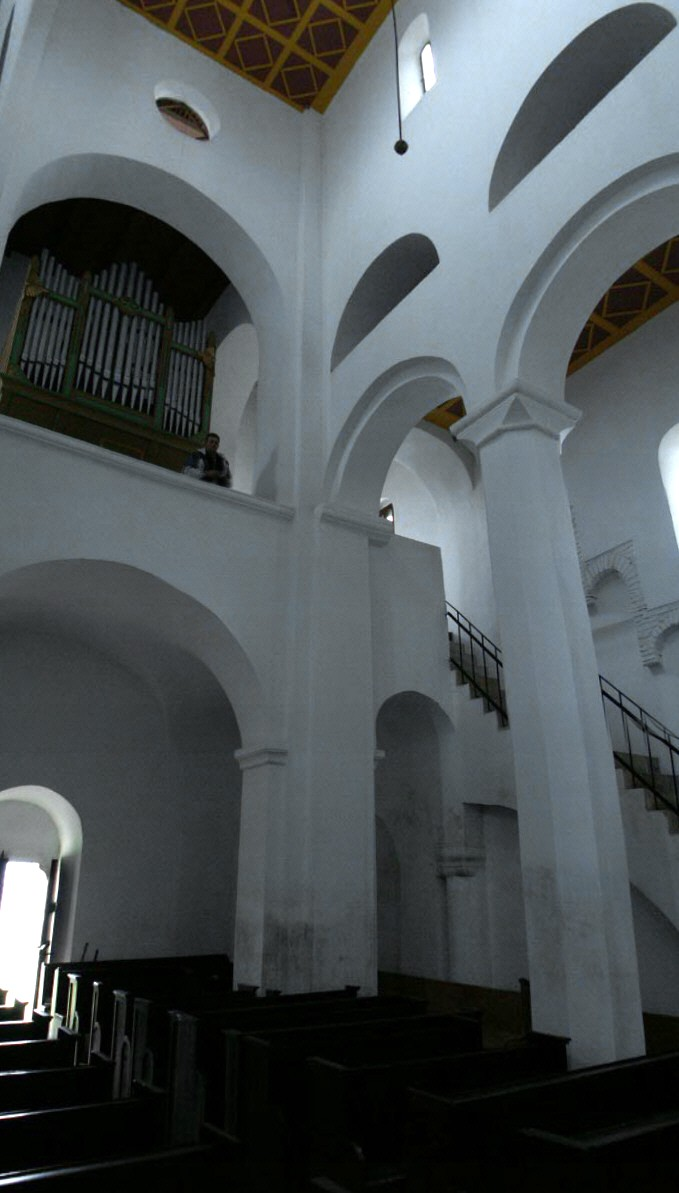
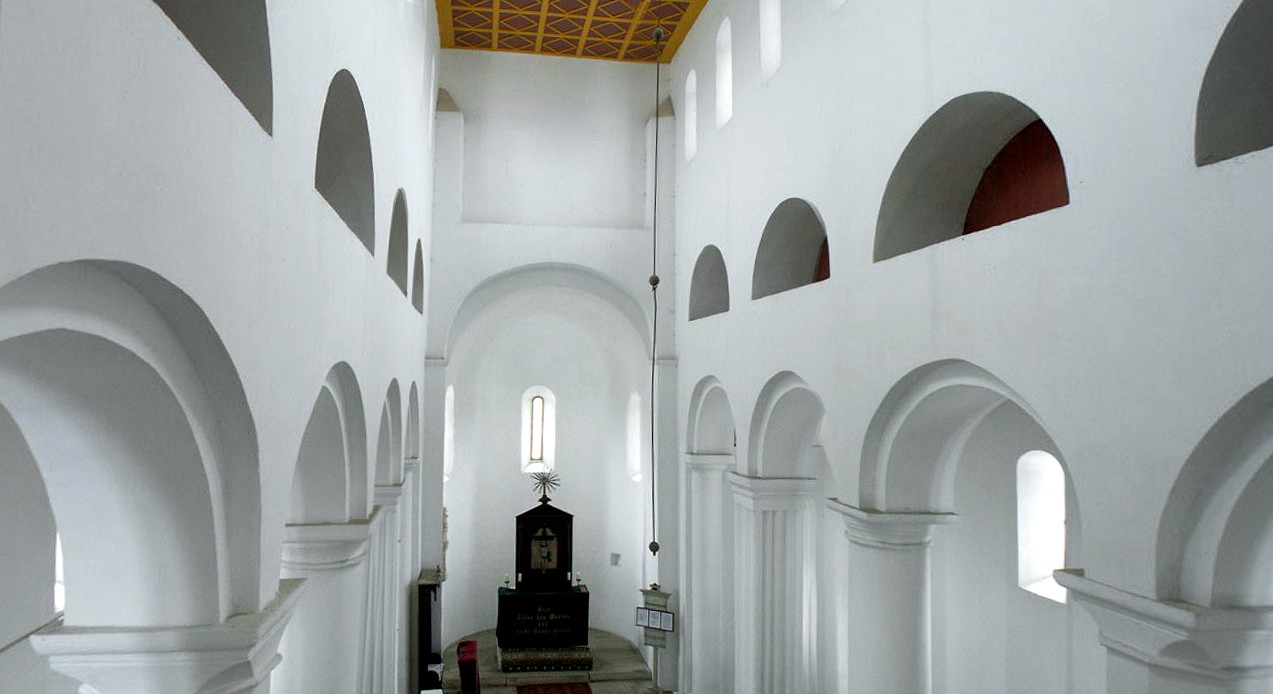
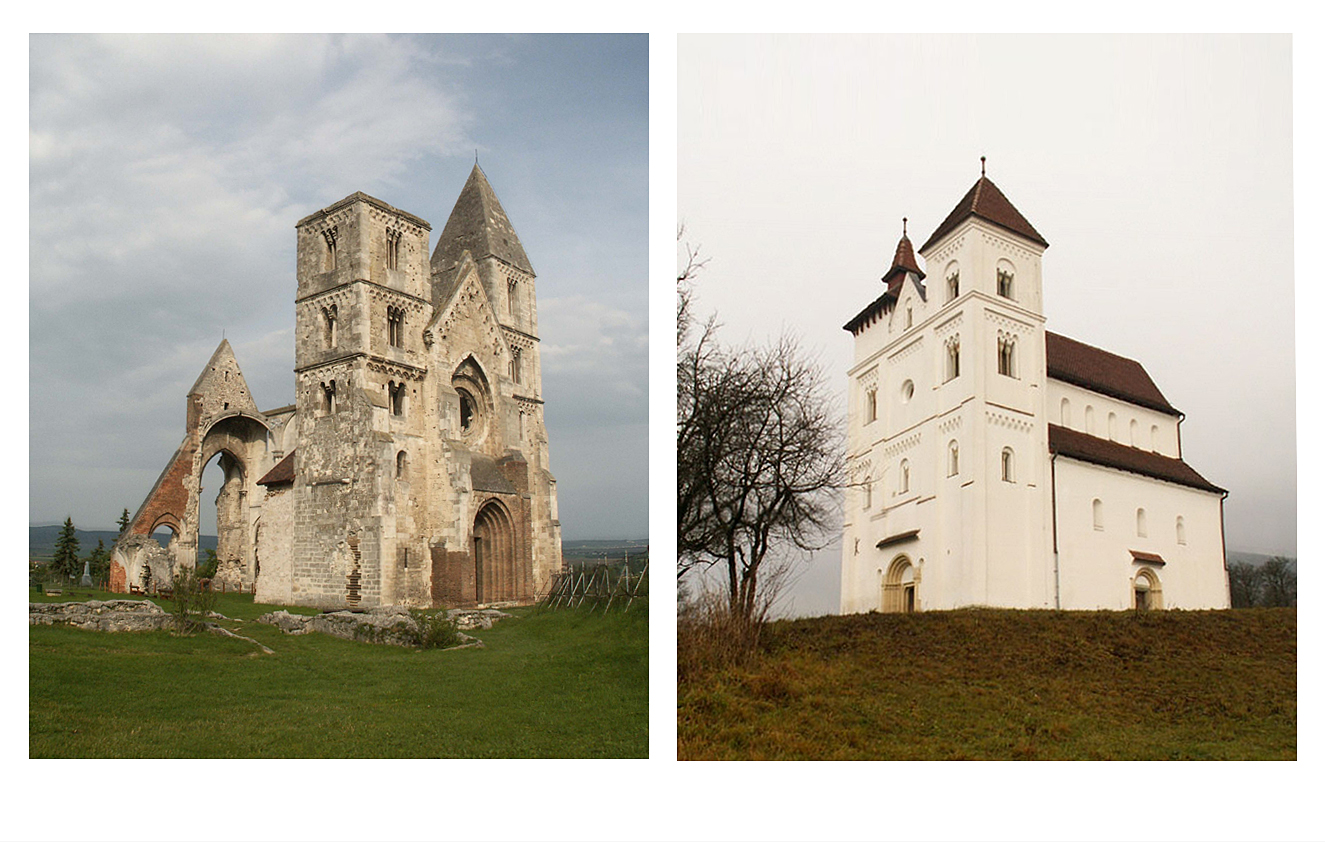